# Paso Zigzag
El paso Zigzag (en inglés: Zigzag Pass) es un paso de montaña ubicado en la parte oeste de los Picos Wilckens (un grupo de picos de los cuales el más alto es el Pico Stanley con 1375 m s. n. m.) en la isla San Pedro del archipiélago de las Georgias del Sur, que va desde la meseta Kohl a la cabeza del glaciar Esmark. Fue nombrado descriptivamente por el Comité Antártico de Lugares Geográficos del Reino Unido (UK-APC) en 1982 a partir del plegado en "zig-zag" de las rocas en el sitio.